# Francis Preston Blair
Francis Preston Blair, född 12 april 1791 i Abingdon, Virginia, död 18 oktober 1876 i Silver Spring, Maryland, var en amerikansk journalist och politiker. Han var rådgivare åt presidenterna Andrew Jackson och Abraham Lincoln.

## Ungdom

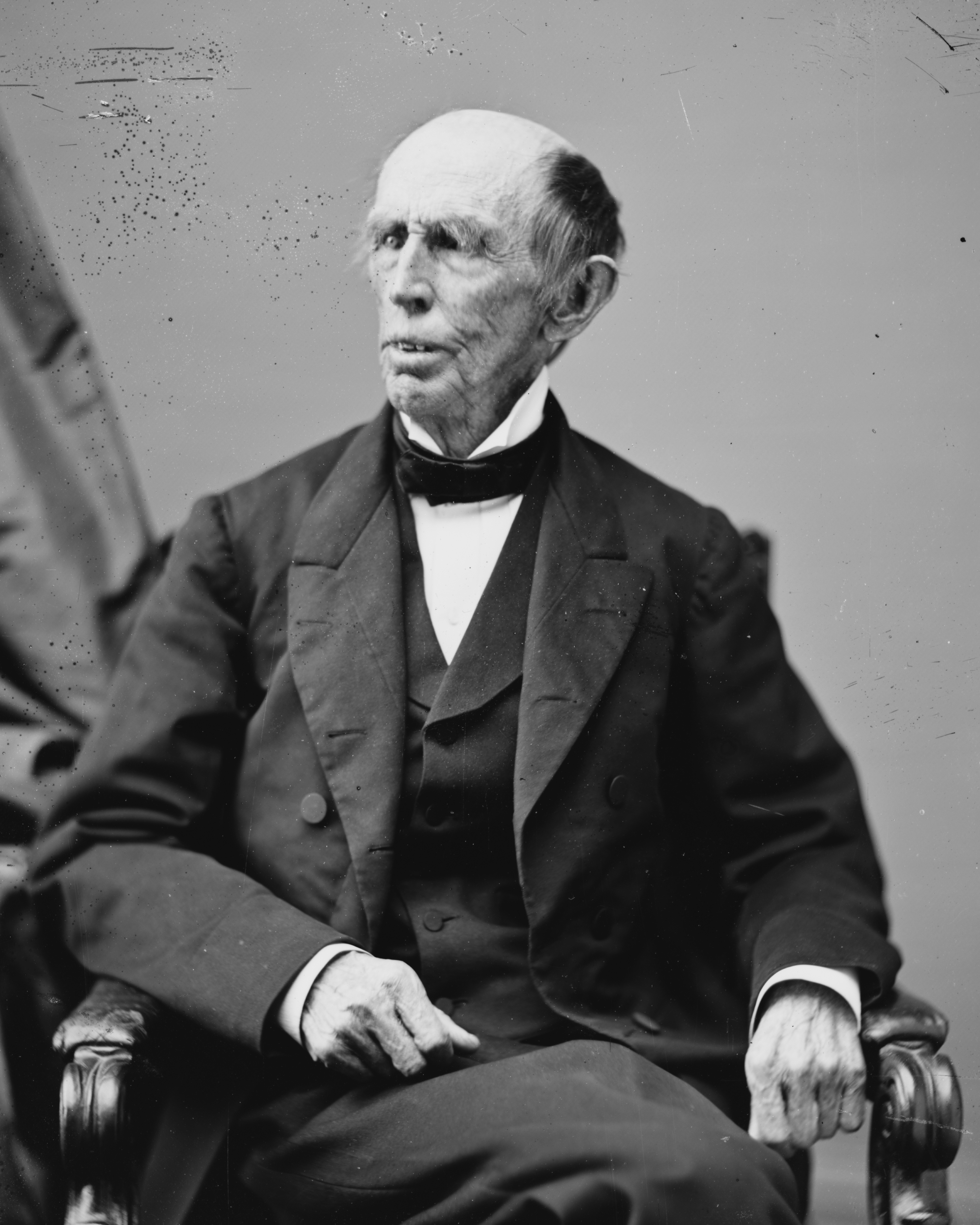
Blair cirka 1870.

Blair utexaminerades 1811 från Transylvania University. Han gifte sig 1812 med Eliza Violet Gist. Paret fick tre söner: Montgomery, James och Francis, Jr. Montgomery Blair satt i Lincolns regering som postminister 1861-1864 och Francis Preston Blair, Jr. var kongressman, general under inbördeskriget och senator för Missouri 1871-1873.

## Jacksondemokrat
Blair var verksam som journalist i Kentucky och i Washington, D.C. Hans tidning Washington Globe var demokraternas viktigaste partiorgan under Andrew Jacksons tid som president. Han hörde till Jacksons krets av rådgivare som kallades "Kitchen Cabinet".

## Lincolnrepublikan
Blair stödde Franklin Pierce i presidentvalet i USA 1852. Han var sedan med om att grunda ett nytt parti, republikanerna. Han stödde partiets första kandidat John C. Frémont i presidentvalet i USA 1856. Inför presidentvalet i USA 1860 var Blairs favorit republikanen Edward Bates. När det blev klart att partiet inte skulle nominera Bates, stödde Blair Abraham Lincoln i stället. Under det amerikanska inbördeskriget var Blair en nära rådgivare till presidenten. Två av Blairs söner, Montgomery och Frank hade viktiga politiska roller, den förstnämnde som medlem av Lincolns regering och den sistnämnde som unionsgeneral och stridbar kongressman.

## Fredsmäklare
Blair hade en plan att få slut på amerikanska inbördeskriget i början av år 1865. Lincoln gick med på att träffa Amerikas konfedererade staters vicepresident Alexander Stephens vid Hampton Roads. Konfederationens delegation hade inte befogenheten att ge upp landets självständighet och förhandlingarna ledde inte till det önskade resultatet. Efter kriget blev Blair demokrat på nytt.

## Minnesmärken
Blairs grav finns på Rock Creek Cemetery i Washington, D.C.